# Discostroma elegans
Discostroma elegans är en svampart som först beskrevs av H.J. Swart, och fick sitt nu gällande namn av Sivan. 2002. Discostroma elegans ingår i släktet Discostroma och familjen Amphisphaeriaceae.   Inga underarter finns listade i Catalogue of Life.